# Бутузов, Валентин Фёдорович
Валенти́н Фёдорович Буту́зов (23 ноября 1939, Москва — 1 июня 2021, Москва) ― советский и российский математик, доктор физико-математических наук (1979), профессор (1982). Заслуженный профессор Московского университета (2005). Отличник народного просвещения РСФСР (1985). Почётный работник высшего профессионального образования Российской Федерации (1999).

## Биография
Родился Валентин Фёдорович 23 ноября 1939 года в городе Москве в семье служащих. Его отец, Бутузов Фёдор Григорьевич работал техником-строителем. Мать, Бутузова (Кураева) Анастасия Владимировна была заведующим сельским клубом. В 1957 году  Валентин Фёдорович окончил с золотой медалью Сухаревскую среднюю школу Краснополянского района Московской области и поступил на физический факультет МГУ им. М. В. Ломоносова, который окончил в 1963 году и  поступил в аспирантуру. Бутузов В. Ф. окончил аспирантуру в 1966 году, защитил кандидатскую диссертацию по теме «Асимптотика решений некоторых задач для интегро-дифференциальных уравнений с малым параметром при производных», работал на кафедре математики физического факультета МГУ.
В Московском государственном университете с 1970 года Валентин Фёдорович читал общие курсы лекций по высшей математике, а также специальный курс по асимптотическим методам; читал курсы: «Математический анализ», «Теория сингулярных возмущений и её приложения».
- В 1972 году присвоено учёное звание ― доцент.
- В 1979 году Валентин Фёдорович Бутузов защитил докторскую диссертацию:
  - тема: «Сингулярно возмущённые краевые задачи с угловым пограничным слоем».
- В 1982 году присвоено учёное звание ― профессор.

В Московском государственном университете работал профессором в 1981―1993 годах, заведующим кафедрой математики (1993―2014) физического факультета.

## Область научных интересов
- Асимптотические методы малого параметра для решения сингулярно возмущённых дифференциальных уравнений,
- Приложение развитых методов к разнообразным задачам математической физики.

## Основные труды
- Асимптотические разложения решений сингулярно возмущенных уравнений. М., Наука, 1973 (совместно с А. Б. Васильевой),
- Асимптотические методы в теории сингулярных возмущений. М., Высшая школа, 1990 (совместно с А. Б. Васильевой),
- Математический анализ в вопросах и задачах. М., Высшая школа, 1-е издание, 1984; М., Физматлит, 4-е издание, 2001 (совместно с Н. С. Крутицких, Г. Н. Медведевым, А. А. Шишкиным),
- Геометрия 7-9 (учебник для общеобразовательных учреждений). М., Просвещение, 1-е издание, 1990; 15-е издание, 2005 (совместно с Л. С. Атанасяном, С.Б. Кадомцевым, Э. Г. Позняком, И. И. Юдиной),
- Геометрия 10-11 (учебник для общеобразовательных учреждений). М., Просвещение, 1-е издание, 1992; 11-е издание, 2005 (совместно с Л. С. Атанасяном, С. Б. Кадомцевым, Л. С. Киселевой, Э. Г. Позняком).

## Научная и общественная деятельность
С 1979 года вместе с коллегами Валентин Фёдорович принимал активное участие в создании новых школьных учебников по геометрии для 7-9 классов и 10-11 классов. Эти учебники в 1988 году на Всесоюзном конкурсе школьных учебников заняли 1 место. Под редакцией Бутузова В. Ф. были написаны два учебных пособия по высшей математике для вузов, которые переведены на английский и испанский языки.
Профессор Бутузов В. Ф. подготовил 12 кандидатов наук, трое его учеников стали докторами наук. Он является автором 268 статей, 89 книг.
Валентин Фёдорович читал доклады на конференциях, участвовал в редколлегии журналов:
- Вычислительная математика и математическая физика,
- Вестник Московского университета.
  - Серия 3: Физика, астрономия[1].

Валентин Фёдорович ушёл из жизни после тяжёлой болезни.

## Награды
Валентин Фёдорович Бутузов ― Лауреат премии им. М. В. Ломоносова за научную работу 1-й степени (2003), премии им. М. В. Ломоносова за педагогическую деятельность (1993). Ломоносовскую премию за научную работу (2003) В. Ф. Бутузов получил в составе авторского коллектива за цикл работ «Асимптотическая теория контрастных структур».
- Медаль ордена «За заслуги перед Отечеством» II степени (2016),
- Медаль «За трудовое отличие» (1986),
- Медаль «В память 850-летия Москвы» (1997),
- Отличник народного просвещения РСФСР (1985),
- Премия им. М. В. Ломоносова за педагогическую деятельность (1993),
- Премия им. М. В. Ломоносова за научную работу  1-й степени (2003),
- «Почётный работник высшего профессионального образования Российской Федерации» (1999),
- Заслуженный профессор Московского университета (2005).